# Stand by Me Doraemon
Stand by Me Doraemon (STAND BY ME ドラえもん) és una pel·lícula de Comèdia dramàtica i ciència-ficció d'Animació per ordinador 3D de la sèrie manga Doraemon. Fou produïda al Japó i estrenada el 8 d'agost del 2014, sent els directors Ryūichi Yagi i Takashi Yamazaki. És la pel·lícula amb major recaptació de la franquícia. S'ha doblat al català.
La trama combina elements de diferents històries curtes en una nova història completa que conta des de la primera vegada que Doraemon va arribar a casa de Nobita fins al seu comiat.
Stand by Me Doraemon va ser un èxit comercial al Japó. Va ser el número u a les llistes de taquilla durant cinc setmanes consecutives i va ser la segona pel·lícula d'anime amb més recaptació del 2014 al Japó, amb un total de taquilla de 196,4 milions de dòlars, per darrere de la pel·lícula de Disney Frozen. El febrer de 2015, va guanyar el Japan Academy Prize for Animation of the Year en la 38 edició dels Premis de l'Acadèmia Japonesa.
El 2011, els productors van afirmar que es tractaria d'una pel·lícula especial i diferent de les anteriors. L'equip de producció va dedicar 18 mesos a dissenyar els personatges i va començar amb l'animació CGI després de la gravació de la veu dels personatges (Puresuko). El tema musical principal de la pel·lícula és "Himawari no Yakusoku", de la cantant japonesa Motohiro Hata, que tingué més d'un milió de descàrregues.

## Estrena
Stand by Me Doraemon es va estrenar a 60 països de tot el món.
La pel·lícula es va estrenar al Japó el 8 d'agost de 2014, a Itàlia el 6 de novembre de 2014 (coneguda com Doraemon - Il film), a Indonèsia i Singapur l'11 de desembre de 2014, a Espanya i Taiwan el 19 de desembre de 2014, a Tailàndia el 31 de desembre de 2014, a Malàisia el 29 de gener de 2015 (llançament limitat tant per a la versió japonesa com per a la versió en malai) i a Hong Kong el 5 de febrer de 2015 (conegut com Doraemon 3D: Stand by Me).
Es va publicar una enquesta amb el perfil del públic. L’audiència es componia d’un 20,4% de xiquets, un 21,5% de la franja dels vint anys, un 20,4% dels de trenta, un 20,4% de quaranta. El 47% eren homes, mentre que el 53% eren dones. El 88,4% del públic va plorar mentre mirava la pel·lícula.
La pel·lícula es va estrenar en format Blu-ray, en una edició de luxe i normal, i en DVD per Pony Canyon el 18 de febrer de 2015.
Els DVD i Blu-ray publicats a Hong Kong inclouen subtítols en anglés. La versió d'iTunes a Singapur també inclou subtítols en anglés.
La pel·lícula es va estrenar a la Xina el dijous 28 de maig de 2015, convertint-se en la primera pel·lícula japonesa en tres anys que s'estrenava al país des d' Ultraman, al juliol del 2012.
Es va estrenar a l'Índia amb el títol Doraemon The Movie Stand by Me en hindi el 19 de juny de 2016 a Hungama TV i el 6 de juliol de 2016 a Disney Channel India i en anglès a Netflix.

## Recepció
Bang Zoom! Entertainment va estrenar la versió doblada en anglés al Festival Internacional de Cinema de Tòquio el 24 d'octubre del 2014.
La pel·lícula va generar a tot el món un total de 86 milions de dòlars a data del 7 de gener de 2015, i també va ser la tercera pel·lícula amb més guanys al Japó el 2014 amb 8.380 milions de Iens, per darrere de Frozen i The Eternal Zero. Fora del Japó, els ingressos més alts van provenir de la Xina (86,92 milions de dòlars), Hong Kong (5,1 milions de dòlars), Corea del Sud (3,3 milions de dòlars), Itàlia (3,2 milions de dòlars), Indonèsia (3 milions de dòlars) i Tailàndia (1,2 milions de dòlars).

## Influència
Al programa de tertúlia japonès Room of Tetsuko, es va entrevistar a la versió en 3d de Doraemon en un programa que s'emeté per televisió el 8 d'agost de 2014.
La pel·lícula va ajudar a alleujar les tensions diplomàtiques entre la Xina i el Japó. El professor de la Universitat de Nagoya, Kawamura Noriyuki, va dir que la pel·lícula va poder ajudar els xinesos a veure millor els japonesos.

## Seqüela
El 12 de desembre de 2019 es va anunciar la seqüela, Stand By Me Doraemon 2. Ryūichi Yagi i Takashi Yamazaki tornaren com a directors, amb Yamazaki una vegada més en el guió. Basat principalment en el curtmetratge Doraemon del 2000 : Doraemon: A Grandfather's Recollections, s'havia d'estrenar el 7 d'agost de 2020, però a causa de la pandèmia COVID-19, es va ajornar la data al 20 de novembre de 2020.

## Doblatge
| Personatge                     | Veu japonesa                           |
| ------------------------------ | -------------------------------------- |
| Doraemon                       | Wasabi Mizuta                          |
| Nobita Nobi / Noby             | Megumi Ōhara Satoshi Tsumabuki (adult) |
| Shizuka Minamoto / Sue         | Yumi Kakazu                            |
| Suneo Honekawa / Sneech        | Tomokazu Seki                          |
| Takeshi "Gian" Goda / Big G    | Subaru Kimura                          |
| Sewashi / Soby                 | Sachi Matsumoto                        |
| Jaiko / Little G               | Vanilla Yamazaki                       |
| Hidetoshi Dekisugi / Ace Goody | Shihoko Hagino                         |
| Teacher / Mr. S                | Wataru Takagi                          |
| Tamako Nobi / Tammy            | Kotono Mitsuishi                       |
| Nobisuke Nobi / Toby           | Yasunori Matsumoto                     |
| mare de Gian                   | Miyako Takeuchi                        |
| Yoshio Minamoto                | Aruno Tahara                           |